# Jochen Wilhelm (Radsporttrainer)

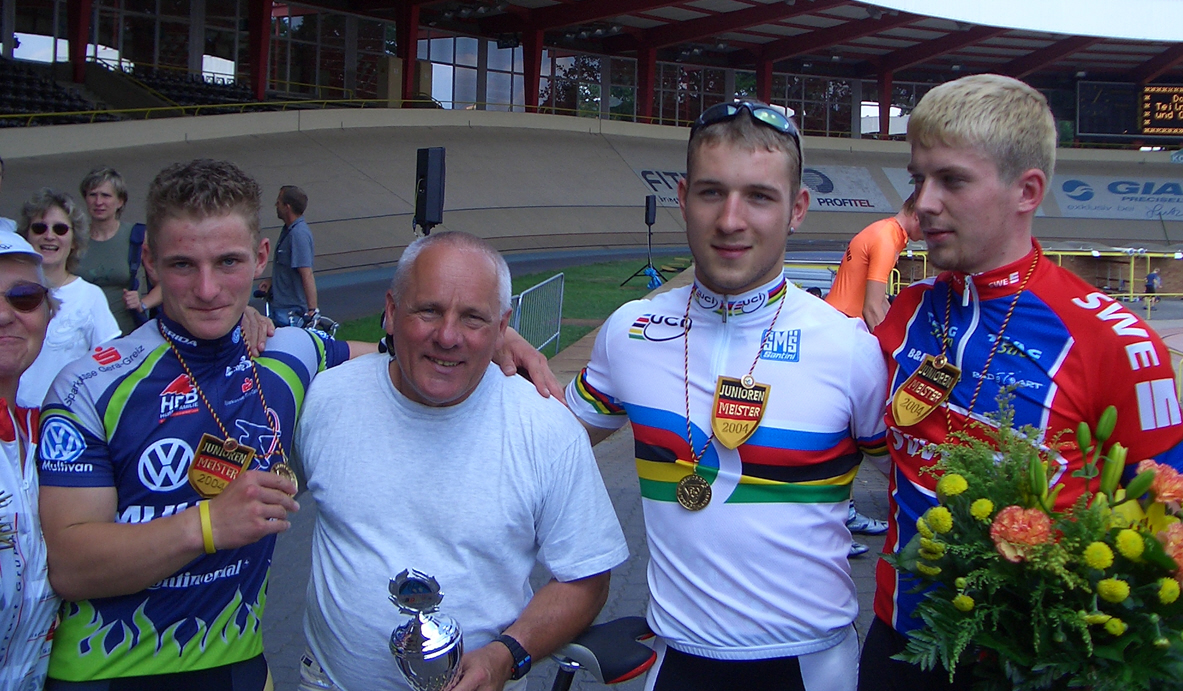
Wilhelm im Kreise „seiner“ Sportler (v. l. n. r.): René Enders, Robert Förstemann und Alexander Lesser (2004)

Jochen Wilhelm (* 1. Februar 1943; † 8. Juli 2017 in Erfurt) war ein deutscher Radsporttrainer.
1966 erwarb Jochen Wilhelm sein Trainerdiplom an der DHfK Leipzig. In den folgenden Jahren errangen Sportlerinnen und Sportler, die er betreute, 255 Medaillen. Unter seinen Schützlingen beim RSC Turbine Erfurt und im Landesleistungszentrum Thüringen befanden sich die zweifache Olympiasiegerin Kristina Vogel, Sprint-Weltmeister René Wolff, die Teamsprint-Weltmeister René Enders und Robert Förstemann sowie der mehrfache Etappensieger der Tour de France Marcel Kittel und Zeitfahrweltmeister Tony Martin. Für den Nachwuchs-Sprintercup des Bundes Deutscher Radfahrer (bis 2010 Albert-Richter-Cup) ersann er einen Wettkampfmodus, der deshalb Erfurter Poolsprint genannt wird. 2003 wurde er vom Landessportbund Thüringen als „Übungsleiter des Jahres“ ausgezeichnet.
2008 ging Wilhelm nach 42 Jahren als Trainer in den Ruhestand; sein Nachfolger wurde René Wolff. Als dieser im Jahr darauf als Nationaltrainer in die Niederlande wechselte, sprang Wilhelm als Interims-Coach ein, bis ihn Tim Zühlke, ebenfalls ein ehemaliger Schützling, 2010 ablöste.
2017 starb Sprintprofessor Jochen Wilhelm im Alter von 74 Jahren an Krebs.